# Корнвол (острво, Нунавут)

Острво Корнвол (енгл. Cornwall Island) је једно од острва у канадском арктичком архипелагу. Острво је у саставу Нунавута, канадске територије. 
Површина износи око 2358 km². Највиши врх је Меклеод Хед са висином од 400 m.
На оству нема становника.